# Каррісо
Каррісо (ісп. Carrizo) — муніципалітет в Іспанії, у складі автономної спільноти Кастилія-і-Леон, у провінції Леон. Населення — 2537 осіб (2010).
Муніципалітет розташований на відстані близько 300 км на північний захід від Мадрида, 21 км на захід від Леона.
На території муніципалітету розташовані такі населені пункти: (дані про населення за 2010 рік)
- Уерга-дель-Ріо: 16 осіб
- Ла-Мілья-дель-Ріо: 473 особи
- Кіньйонес-дель-Ріо: 54 особи
- Каррісо-де-ла-Рібера: 1495 осіб
- Вільянуева-де-Каррісо: 499 осіб

## Демографія
Динаміка населення (INE ):